# 羅卡群島 (阿德萊德島)
67°47′S 68°46′W / 67.783°S 68.767°W
羅卡群島（Rocca Islands），是南極洲的群島，位於阿德萊德島南端，處於阿維安島以東6公里，在1909年由讓-巴蒂斯特·夏古率領的法國探險隊發現，現時由南極條約體系管理。